# Discografia lui Ashanti
Discografia interpretei americane Ashanti Douglas se compune din douăzeci și cinci de discuri single, zece albume (cinci albume de studio și alte cinci albume de compilație) și un album video.
Cântăreața a debutat în muzică în anul 2001 când a lansat discul single „Always on Time”, ce reprezintă o colaborare cu artistul rap Ja Rule. Piesa a obținut locul 1 în Billboard Hot 100 și în Billboard Hot R&B/Hip-Hop Songs. Ulterior, în 2002, Douglas și-a lansat discul single de debut în cariera independentă, „Foolish”, cântecul fiind realizat fără interpreți adiționali. „Foolish” s-a clasat pe locul 1 în Statele Unite ale Americii, unde a staționat timp de zece săptămâni consecutive. Materialul discografic de debut, intitulat Ashanti, a intrat pe locul 1 în Billboard 200, înregistrând vânzări de peste 503.000 de exemplare în prima săptămână. De pe acesta au mai fost promovate melodiile „Happy” și „Baby”, ambele clasându-se în top 20 în S.U.A.
Cel de-al doilea album de studio al artistei, Chapter II, a fost lansat în vara anului 2003, de pe acesta fiind promovate discurile single „Rock wit U (Awww Baby)”, „Rain on Me” și „Breakup 2 Makeup”. Dintre acestea, primul a devenit cel mai bine poziționat în clasamente, cel de-al doilea a devenit un cântec de top 40 la nivel mondial, în timp ce „Breakup 2 Makeup” nu a intrat decât în clasamentul Billboard Hot R&B/Hip-Hop Songs, unde a obținut doar locul 76. Concerte Rose, al treilea material discografic a debutat pe locul 7 în Billboard 200 și a oferit discul single „Only U”, cel mai bine clasat cântec al interpretei în Europa.
După o perioadă de patru ani de zile în care nu a fost eliberat niciun album de studio, Ashanti a lansat materialul The Declaration ce s-a poziționat pe locul 9 în United World Chart. The Declaration a fost promovat prin intermediul discurilor single „The Way That I Love You”, „Body on Me” și „Good Good”.

## Albume
| Anul             | Informații | Clasări | Clasări  | Clasări | Clasări | Clasări | Clasări | Clasări | Clasări | Clasări | Clasări |
| Anul             | Informații | U.S.    | U.S. R&B | UK      | AUS     | CAN     | NZL     | FRA     | GER     | ELV     | UWC     |
| ---------------- | --- | ------- | -------- | ------- | ------- | ------- | ------- | ------- | ------- | ------- | ------- |
| Albume de studio | |         |          |         |         |         |         |         |         |         |         |
| 2002             | Ashanti - Case de discuri: Murder Inc./Island Def Jam                                                                                  | 1       | 1        | 3       | 10      | 5       | 15      | 29      | 10      | 15      | 1       |
| 2003             | Chapter II - Case de discuri: Murder Inc./Island Def Jam                                                                               | 1       | 1        | 5       | 19      | 5       | 22      | 62      | 12      | 9       | 1       |
| 2004             | Concrete Rose - Case de discuri: Murder Inc./Island Def Jam                                                                            | 7       | 2        | 25      | —       | —       | —       | 98      | 36      | 66      | 13      |
| 2008             | The Declaration - Case de discuri: Written, eOne Music                                                                                 | 6       | 2        | 119     | —       | 81      | —       | —       | —       | —       | 9       |
| 2014             | BraveHeart - Case de discuri: Written, eOne Music                                                                                      | 10      | —        | —       | —       | —       | —       | —       | —       | —       | —       |
| Alte albume      | |         |          |         |         |         |         |         |         |         |         |
| 2003             | 7 Series Sampler - EP lansat în Statele Unite ale Americii - Lansat: 23 mai 2003 - Case de discuri: Murder Inc./Island Def Jam         | 142     | —        | —       | —       | —       | —       | —       | —       | —       | —       |
| 2003             | Ashanti's Christmas - Album ce conține cântece de Crăciun. - Lansat: 18 noiembrie 2003 - Casă de discuri: Murder Inc.                  | 160     | 43       | —       | —       | —       | —       | —       | —       | —       | —       |
| 2004             | Can't Stop - Album de compilație - Lansat: 2004 - Case de discuri: Stomp, Black Claw, Simply Music, Big                                | —       |          | —       | —       | —       | —       | —       | —       | —       | —       |
| 2005             | Collectables by Ashanti - Album de remixuri - Lansat: 6 decembrie 2005                                                                 | 59      | 10       | —       | —       | —       | —       | —       | —       | —       | —       |
| 2008             | The Vault - Album de compilație - Lansat doar în format digital - Lansat: 14 octombrie 2008 - Case de discuri: AJM Records/The Orchard | 59      | —        | —       | —       | —       | —       | —       | —       | —       | —       |

## Discuri single
| Anul                                            | Single                            | Poziția maximă                    | Poziția maximă                    | Poziția maximă                    | Poziția maximă                    | Poziția maximă                    | Poziția maximă                    | Poziția maximă                    | Poziția maximă                    | Poziția maximă                    | Poziția maximă                    | Poziția maximă                    | Poziția maximă                    | Poziția maximă                    | Album                             |
| Anul                                            | Single                            | SUA                               | R&B                               | CAN                               | GER                               | UK                                | R&B                               | IRL                               | ELV                               | OLA                               | AUS                               | NZL                               | EUR                               | UWC                               | Album                             |
| Discuri single lansate de Ashanti               | Discuri single lansate de Ashanti | Discuri single lansate de Ashanti | Discuri single lansate de Ashanti | Discuri single lansate de Ashanti | Discuri single lansate de Ashanti | Discuri single lansate de Ashanti | Discuri single lansate de Ashanti | Discuri single lansate de Ashanti | Discuri single lansate de Ashanti | Discuri single lansate de Ashanti | Discuri single lansate de Ashanti | Discuri single lansate de Ashanti | Discuri single lansate de Ashanti | Discuri single lansate de Ashanti | Discuri single lansate de Ashanti |
| ----------------------------------------------- | --------------------------------- | --------------------------------- | --------------------------------- | --------------------------------- | --------------------------------- | --------------------------------- | --------------------------------- | --------------------------------- | --------------------------------- | --------------------------------- | --------------------------------- | --------------------------------- | --------------------------------- | --------------------------------- | --------------------------------- |
| 2002                                            | „Foolish”                         | 1                                 | 1                                 | 9                                 | 26                                | 4                                 | 1                                 | 14                                | 15                                | 12                                | 6                                 | 8                                 | 10                                | 6                                 | Ashanti                           |
| 2002                                            | „Happy”                           | 8                                 | 6                                 | —                                 | 100                               | 13                                | 3                                 | 22                                | 24                                | 10                                | 29                                | 19                                | 36                                | —                                 | Ashanti                           |
| 2002                                            | „Baby”                            | 15                                | 7                                 | —                                 | 89                                | —                                 | —                                 | —                                 | —                                 | 48                                | —                                 | —                                 | —                                 | —                                 | Ashanti                           |
| 2003                                            | „Rock wit U (Awww Baby)”          | 2                                 | 4                                 | 4                                 | 41                                | 7                                 | 3                                 | 21                                | 33                                | 30                                | 19                                | 24                                | 26                                | 8                                 | Chapter II                        |
| 2003                                            | „Rain on Me”                      | 7                                 | 2                                 | 29                                | 70                                | 19                                | 9                                 | —                                 | 85                                | —                                 | —                                 | —                                 | 68                                | 38                                | Chapter II                        |
| 2004                                            | „Breakup 2 Makeup”                | —                                 | 76                                | —                                 | —                                 | —                                 | —                                 | —                                 | —                                 | —                                 | —                                 | —                                 | —                                 | —                                 | Chapter II                        |
| 2004                                            | „Only U”                          | 13                                | 10                                | —                                 | 12                                | 2                                 | 1                                 | 4                                 | 12                                | 18                                | 24                                | 14                                | 5                                 | 17                                | Concrete Rose                     |
| 2005                                            | „Don't Let Them”                  | —                                 | —                                 | —                                 | —                                 | 38                                | 10                                | 41                                | —                                 | —                                 | —                                 | —                                 | —                                 | —                                 | Concrete Rose                     |
| 2005                                            | „Still on It”                     | 115                               | 55                                | —                                 | —                                 | 98                                | 40                                | —                                 | —                                 | —                                 | —                                 | —                                 | —                                 | —                                 | Collectables by Ashanti           |
| 2007                                            | „Hey Baby (After the Club)”       | —                                 | 87                                | —                                 | —                                 | —                                 | —                                 | —                                 | —                                 | —                                 | —                                 | —                                 | —                                 | —                                 | The Declaration                   |
| 2008                                            | „The Way That I Love You”         | 37                                | 2                                 | —                                 | —                                 | —                                 | —                                 | —                                 | —                                 | —                                 | —                                 | —                                 | —                                 | —                                 | The Declaration                   |
| 2008                                            | „Body on Me”                      | 42                                | 69                                | 57                                | —                                 | 17                                | 4                                 | 12                                | —                                 | —                                 | 32                                | 19                                | 41                                | —                                 | The Declaration                   |
| 2008                                            | „Good Good”                       | 122                               | 30                                | —                                 | —                                 | —                                 | —                                 | —                                 | —                                 | —                                 | —                                 | —                                 | —                                 | —                                 | The Declaration                   |
| 2013                                            | „Never Should Have”               | —                                 | —                                 | —                                 | —                                 | —                                 | —                                 | —                                 | —                                 | —                                 | —                                 | —                                 | —                                 | —                                 | BraveHeart                        |
| Discuri single lansate în colaborare cu Ashanti |                                   |                                   |                                   |                                   |                                   |                                   |                                   |                                   |                                   |                                   |                                   |                                   |                                   |                                   |                                   |
| 2001                                            | „Always on Time”                  | 1                                 | 1                                 | 16                                | 22                                | 6                                 | 2                                 | 22                                | 4                                 | 11                                | 3                                 | 2                                 | 9                                 | 13                                | Pain Is Love                      |
| 2002                                            | „What's Luv?”                     | 2                                 | 3                                 | 12                                | 10                                | 4                                 | 2                                 | 17                                | 2                                 | 7                                 | 4                                 | 5                                 | 12                                | 9                                 | J.O.S.E.                          |
| 2002                                            | „Down 4 U”                        | 6                                 | 3                                 | —                                 | 54                                | 4                                 | 1                                 | 22                                | 43                                | 22                                | —                                 | 23                                | 14                                | —                                 | Irv Gotti Presents: The Inc.      |
| 2003                                            | „Mesmerize”                       | 2                                 | 5                                 | 19                                | 71                                | 12                                | 5                                 | 19                                | 79                                | 33                                | 5                                 | 3                                 | 49                                | 24                                | The Last Temptation               |
| 2003                                            | „Into You”                        | 4                                 | 6                                 | —                                 | —                                 | 18                                | 8                                 | 39                                | 87                                | 24                                | 4                                 | —                                 | —                                 | 35                                | Street Dreams                     |
| 2004                                            | „Wonderful”                       | 5                                 | 2                                 | —                                 | 20                                | 1                                 | 1                                 | 12                                | 12                                | 13                                | 6                                 | 6                                 | 20                                | 19                                | R.U.L.E.                          |
| 2004                                            | „Southside”                       | 24                                | 13                                | —                                 | —                                 | —                                 | —                                 | —                                 | —                                 | —                                 | —                                 | —                                 | —                                 | —                                 | Southside                         |
| 2004                                            | „Jimmy Choo”                      | —                                 | 55                                | —                                 | —                                 | —                                 | —                                 | —                                 | —                                 | —                                 | —                                 | —                                 | —                                 | —                                 | Godfather Buried Alive            |
| 2004                                            | „Wake Up Everybody”               | —                                 | 119                               | —                                 | —                                 | —                                 | —                                 | —                                 | —                                 | —                                 | —                                 | —                                 | —                                 | —                                 | Wake Up Everybody                 |
| 2006                                            | „Pac's Life”                      | 102                               | 81                                | —                                 | 31                                | 21                                | 6                                 | 9                                 | —                                 | —                                 | 34                                | 38                                | 80                                | —                                 | Pac's Life                        |
| 2007                                            | „Put a Little Umph in It”         | 113                               | 49                                | —                                 | —                                 | —                                 | —                                 | —                                 | —                                 | —                                 | —                                 | —                                 | —                                 | —                                 | Baby Makin' Project               |
| 2008                                            | „Just Stand Up!”                  | 11                                | 83                                | 10                                | 19                                | 26                                | —                                 | 11                                | —                                 | —                                 | 39                                | 19                                | 81                                | 19                                | doar single                       |
| 2008                                            | „Want It, Need It”                | 96                                | 21                                | —                                 | —                                 | —                                 | —                                 | —                                 | —                                 | —                                 | —                                 | —                                 | —                                 | —                                 | Da Realist                        |

### Discuri promoționale
| Discul promoțional     | Data lansării     | Referință |
| ---------------------- | ----------------- | --------- |
| „Dreams”               | 25 februarie 2003 | [ 33 ]    |
| „Turn It Up”           | 10 august 2004    | [ 34 ]    |
| „Don't Leave Me Alone” | mai 2005          | [ 35 ]    |
| „Don't Ever Let Me Go” | 4 octombrie 2005  | [ 36 ]    |
| „Switch” (cu Nelly)    | 2007              | -         |
| „Never Too Far Away”   | 2011              | -         |
| „No One Greate”        | 2012              | -         |

### DVD
| An   | DVD |
| ---- | --- |
| 2004 | Ashanti: The Making of a Star - Lansat: 14 decembrie 2004 (varianta întai) 21 iunie 2005 (varianta a doua) - Case de discuri: The Inc./The Island Def Jam Music Group |

### Coloane sonore
| Year | Cântec                               | Film                      |
| ---- | ------------------------------------ | ------------------------- |
| 2001 | „POV City Anthem” (cu Caddillac Tah) | The Fast and the Furious  |
| 2001 | „When a Man Does Wrong”              | The Fast and the Furious  |
| 2001 | „Justify My Love” (cu Vita)          | The Fast and the Furious  |
| 2002 | „What's Luv?" (cu Fat Joe)           | Juwanna Mann              |
| 2005 | „(Gotta Get Outta) Kansas”           | The Muppets' Wizard of Oz |
| 2005 | „When I'm With You” (cu The Muppets) | The Muppets' Wizard of Oz |
| 2005 | „Good Life”                          | The Muppets' Wizard of Oz |
| 2011 | „Never Too Far Away”                 | Dream House               |

### Alte apariții
| An   | Cântec                                                                                        | Album                              |
| ---- | --------------------------------------------------------------------------------------------- | ---------------------------------- |
| 2001 | "POV City Anthem" (Caddillac Tah cu Ashanti)                                                  | POV City Anthem (Album Sample)     |
| 2001 | "Just Like A Thug" (Caddillac Tah cu Ashanti)                                                 | POV City Anthem (Album Sample)     |
| 2001 | "How We Roll" (Big Pun cu Ashanti)                                                            | Endangered Species                 |
| 2001 | "The INC." (Ja Rule cu Ashanti, Caddillac Tah și Black Child)                                 | Pain Is Love                       |
| 2001 | "Always on Time" (Ja Rule introducing Ashanti)                                                | Pain Is Love                       |
| 2002 | "What's Luv?" (Fat Joe cu Ashanti)                                                            | Jealous Ones Still Envy (J.O.S.E.) |
| 2002 | "Unfoolish (Remix)" (Ashanti cu The Notorious B.I.G.)                                         | We Invented the Remix              |
| 2002 | "Down 4 U" (Irv Gotti cu Ashanti, Ja Rule, Charli Baltimore, și Vita)                         | Irv Gotti Presents: The Inc.       |
| 2002 | "No One Does It Better" (Irv Gotti cu Charli Baltimore și Ashanti)                            | Irv Gotti Presents: The Inc.       |
| 2002 | "The Pledge" (Irv Gotti cu Ashanti și Caddillac Tah)                                          | Irv Gotti Presents: The Inc.       |
| 2002 | "The Pledge (Remix)" (Irv Gotti cu Ja Rule, Ashanti și Nas)                                   | Irv Gotti Presents: The Remixes    |
| 2002 | "Come-N-Go" (Irv Gotti cu Ja Rule, Ashanti și Cadillac Tah)                                   | Irv Gotti Presents: The Remixes    |
| 2002 | "Baby (Remix)" (Irv Gotti cu Ashanti)                                                         | Irv Gotti Presents: The Remixes    |
| 2002 | "Happy (Remix)" (Irv Gotti cu Ashanti și Charli Baltimore)                                    | Irv Gotti Presents: The Remixes    |
| 2002 | "No One Does It Better (Remix)" (Irv Gotti cu Ashanti și Charli Baltimore)                    | Irv Gotti Presents: The Remixes    |
| 2002 | "Baby (Remix)" (Irv Gotti cu Ashanti și Scarface)                                             | Irv Gotti Presents: The Remixes    |
| 2002 | "No One Does It Better (Remix)" (Irv Gotti cu Ashanti, Ja Rule, Caddillac Tah și Black Child) | Irv Gotti Presents: The Remixes    |
| 2002 | "Baby (Remix)" (Irv Gotti cu Ashanti și Crooked I)                                            | Irv Gotti Presents: The Remixes    |
| 2003 | "Into You" (Fabolous cu Ashanti)                                                              | Street Dreams                      |
| 2003 | "Mesmerize" (Ja Rule cu Ashanti)                                                              | The Last Temptation                |
| 2003 | "The Pledge (Remix)" (Ja Rule cu Ashanti și Nas)                                              | The Last Temptation                |
| 2004 | "Wonderful" (Ja Rule cu Ashanti și R. Kelly)                                                  | R.U.L.E.                           |
| 2004 | "Southside" (Lloyd cu Ashanti)                                                                | Southside                          |
| 2004 | "Southside (Remix)" (Lloyd cu Ashanti și Scarface)                                            | Southside                          |
| 2004 | "Jimmy Choo" (Shyne cu Ashanti)                                                               | Godfather Buried Alive             |
| 2004 | "Wake Up Everybody" (cu various artists)                                                      | Wake Up Everybody                  |
| 2005 | "1st Time Again" (Z-Ro feat. Ashanti)                                                         | Let the Truth Be Told              |
| 2006 | "Pac's Life" (2Pac cu Ashanti și T.I.)                                                        | Pac's Life                         |
| 2007 | "Put a Little Umph in It" (Jagged Edge cu Ashanti)                                            | Baby Makin' Project                |
| 2008 | "Body on Me" (Nelly cu Ashanti și Akon)                                                       | Brass Knuckles                     |
| 2008 | "Just Stand Up!" (cu Artists Stand Up to Cancer)                                              | Charity single                     |
| 2011 | "Changing the Locks" (Jim Jones cu Ashanti)                                                   | Capo                               |
| 2011 | "Soft Rhodes" (Game cu Ashanti)                                                               | Purp & Patron                      |
| 2012 | "Woman to Woman" (Keyshia Cole cu Ashanti)                                                    | Woman to Woman                     |

## Certificări

### Albume
| Ashanti - Australia - disc de aur - Canada - dublu disc de platină - Elveția - disc de aur - Regatul Unit - disc de platină - Statele Unite ale Americii - triplu disc de platină | Chapter II - Regatul Unit - disc de aur - Statele Unite ale Americii - disc de platină Concerte Rose - Regatul Unit - disc de aur - Statele Unite ale Americii - disc de platină |

### Discuri single
| „Always on Time” - Australia - disc de aur „What's Luv?” - Australia - disc de aur „Foolish” - Australia - disc de platină „Mesmerize” - Australia - disc de platină | „Into You” - Australia - disc de aur „Wonderful” - Australia - disc de aur - Statele Unite ale Americii - disc de aur „Only U” - Statele Unite ale Americii - disc de aur |